# Orlando Amêndola
Orlando Amêndola (ur. 2 listopada 1899 w Rio de Janeiro, zm. 10 maja 1974 tamże) – brazylijski sportowiec, piłkarz wodny i pływak, olimpijczyk.
Brał udział w igrzyskach olimpijskich w 1920 w Antwerpii, na których wystąpił w pływaniu i piłce wodnej. W swoim wyścigu eliminacyjnym na 100 m stylem dowolnym (jedyna pływacka konkurencja, w której brał udział) zajął przedostatnie szóste miejsce i odpadł z rywalizacji (czas nieznany). Z kolei w dwóch meczach piłki wodnej, w których Brazylia brała udział, Amêndola strzelił trzy bramki z ośmiu jakie „canarinhos” zdołali zdobyć w tym turnieju (dwa gole z Francją i jeden ze Szwecją). Reprezentanci tego kraju nie zdobyli jednak medalu.
Jego brat Salvador Amendola brał udział w turnieju piłki wodnej na igrzyskach olimpijskich w 1932 w Los Angeles.